# Деревенька (Великоустюзький район)
Дереве́нька (рос. Деревенька) — присілок у складі Великоустюзького району Вологодської області, Росія. Входить до складу Теплогорського сільського поселення.

## Населення
Населення — 2 особи (2010; 4 у 2002).
Національний склад (станом на 2002 рік):
- росіяни — 100 %